# Дулёво (станция)
Дулёво — железнодорожная станция Большого кольца Московской железной дороги в городе Ликино-Дулёве Московской области. Входит в Московско-Горьковский центр организации работе железнодорожных станций ДЦС-8 Московской дирекции управления движением. По основному характеру работы является промежуточной, по объёму работы отнесена к 4 классу.
Формально открыта в 1899 году, Однако на тот момент действовала в другом месте. С 1970-х годов действует новая станция в 1 км от разрушенной старой, работавшей, когда главный ход Большого кольца проходил с восточной стороны города, тогда же в северной части города была ещё одна станция Ликино. Старая станция относительно новой была расположена на другой линии и в другом районе города.
На станции 2 низкие платформы. 1 платформа расположена на 4 пути. 2 платформа основная и расположена между 4 и 2 главным путём. Всего путей 8, здание вокзала на восточной платформе, касса и зал ожидания не работают. Переход между платформами только по настилу. Пути часто заняты грузовыми поездами, стоящими в очередь в парк прибытия А сортировочной станции Орехово-Зуево, в этом случае проход на островную платформу невозможен.
По расписанию 2018 года через станцию ежедневно проходит 3 пары электропоезда Александров — Куровская. Прямого железнодорожного сообщения с Москвой нет. Ранее станция являлась конечной для нескольких пар электропоездов, а частота была бо́льшей.
Координаты старой (разрушенной) станции: 55°42′12″ с. ш. 38°57′52″ в. д..

## Галерея

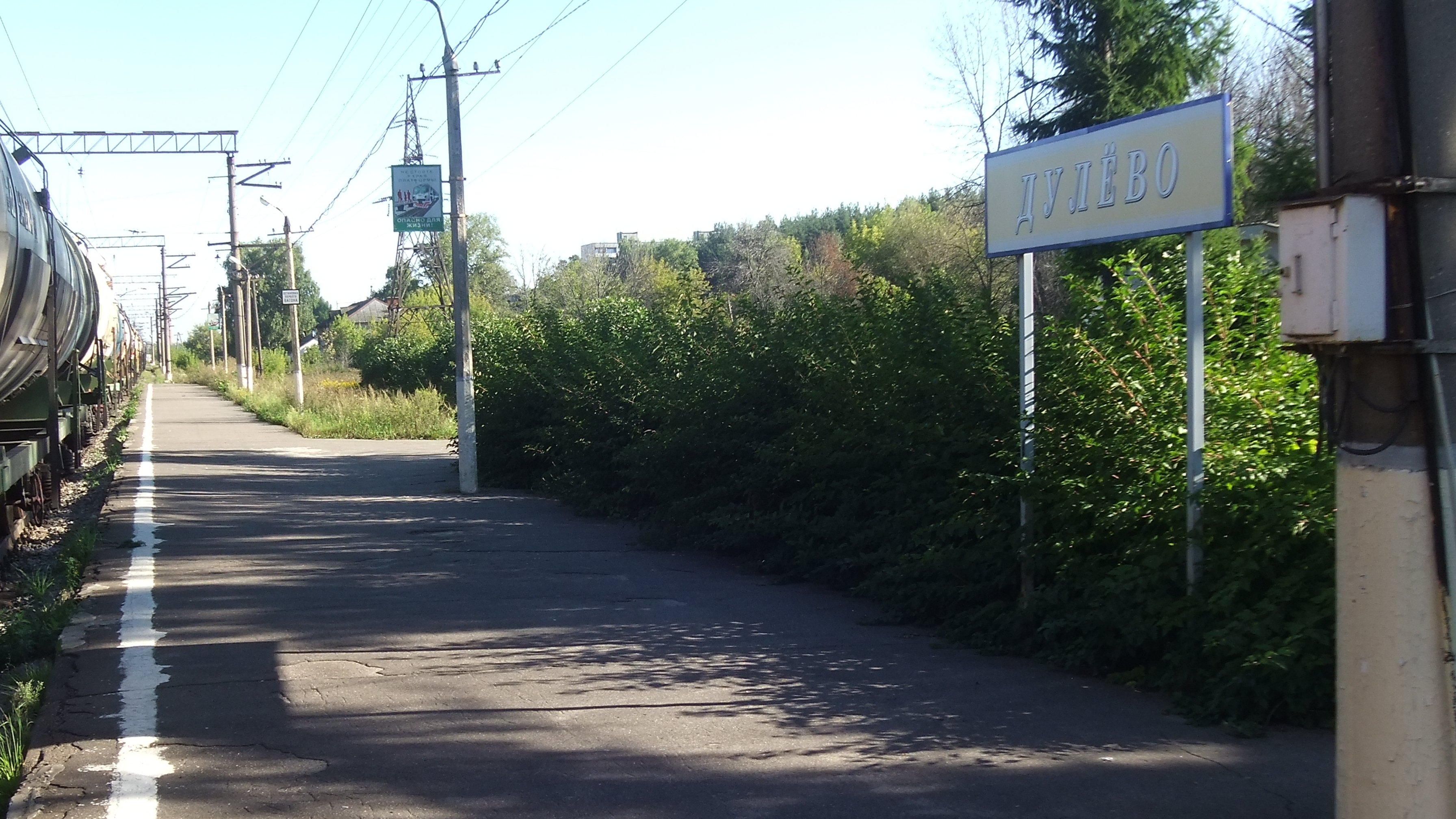
Восточная платформа, вид на север.
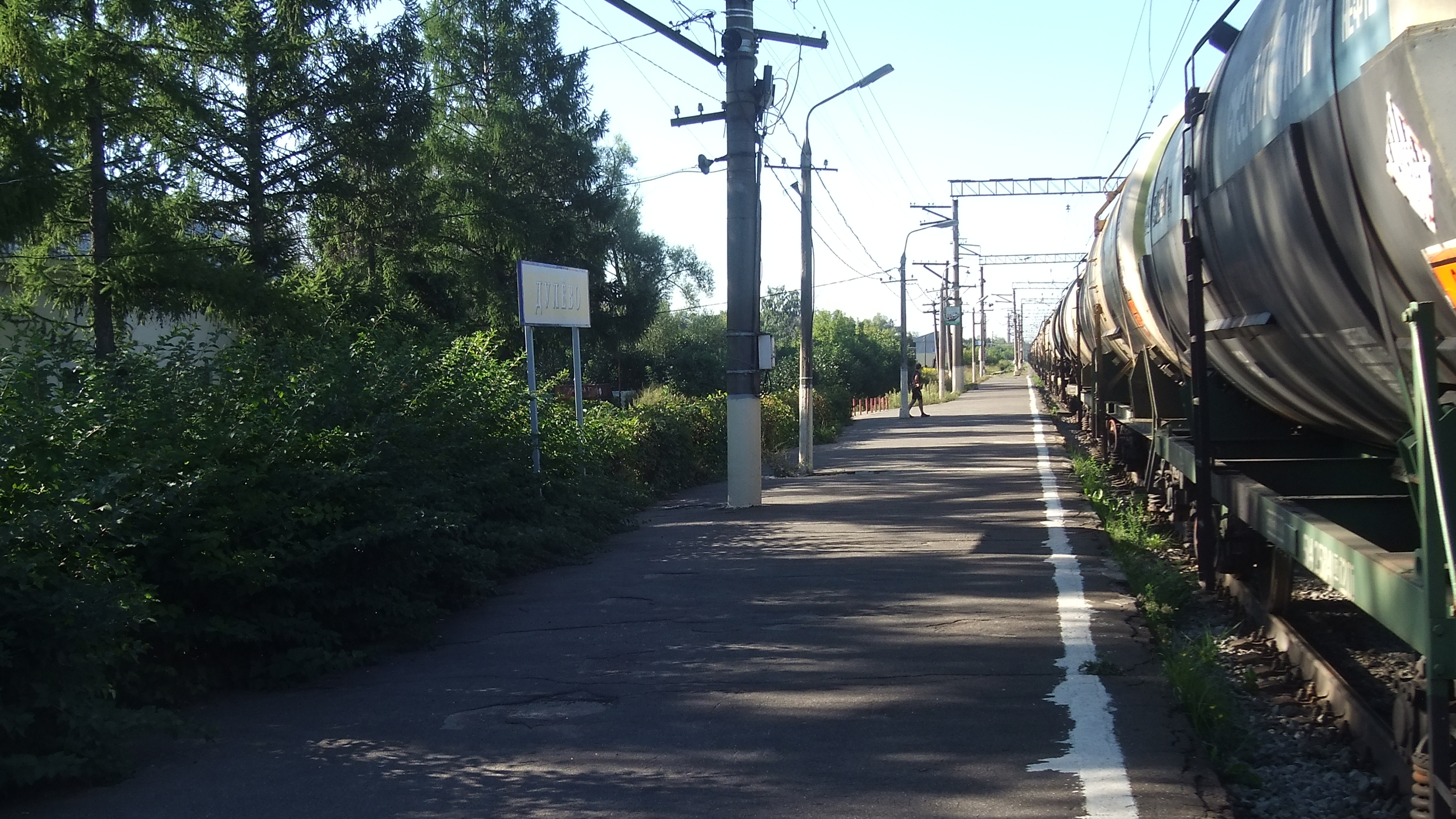
Восточная платформа, вид на юг.
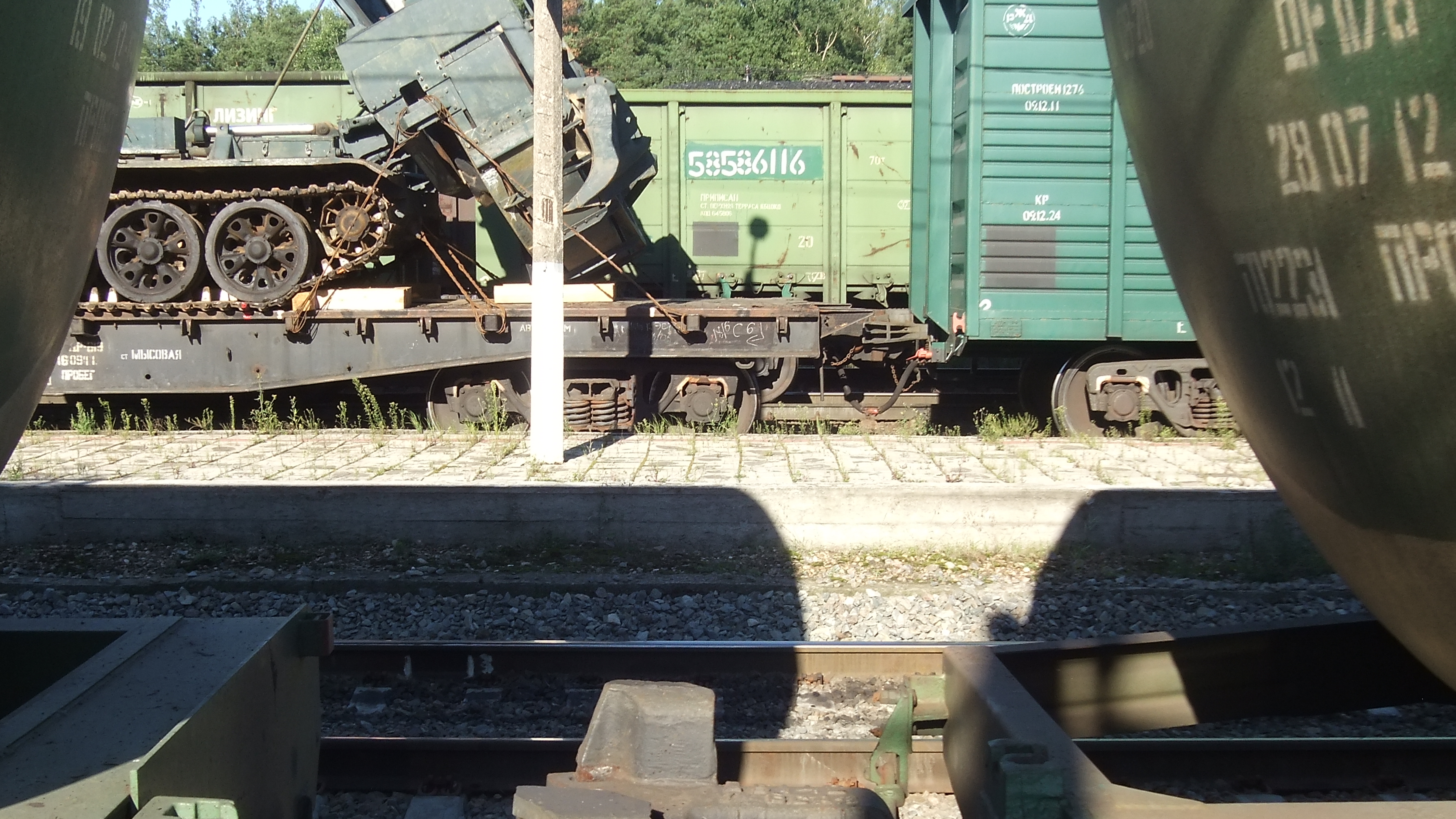
Западная платформа, вид между вагонами поезда с восточной платформы.
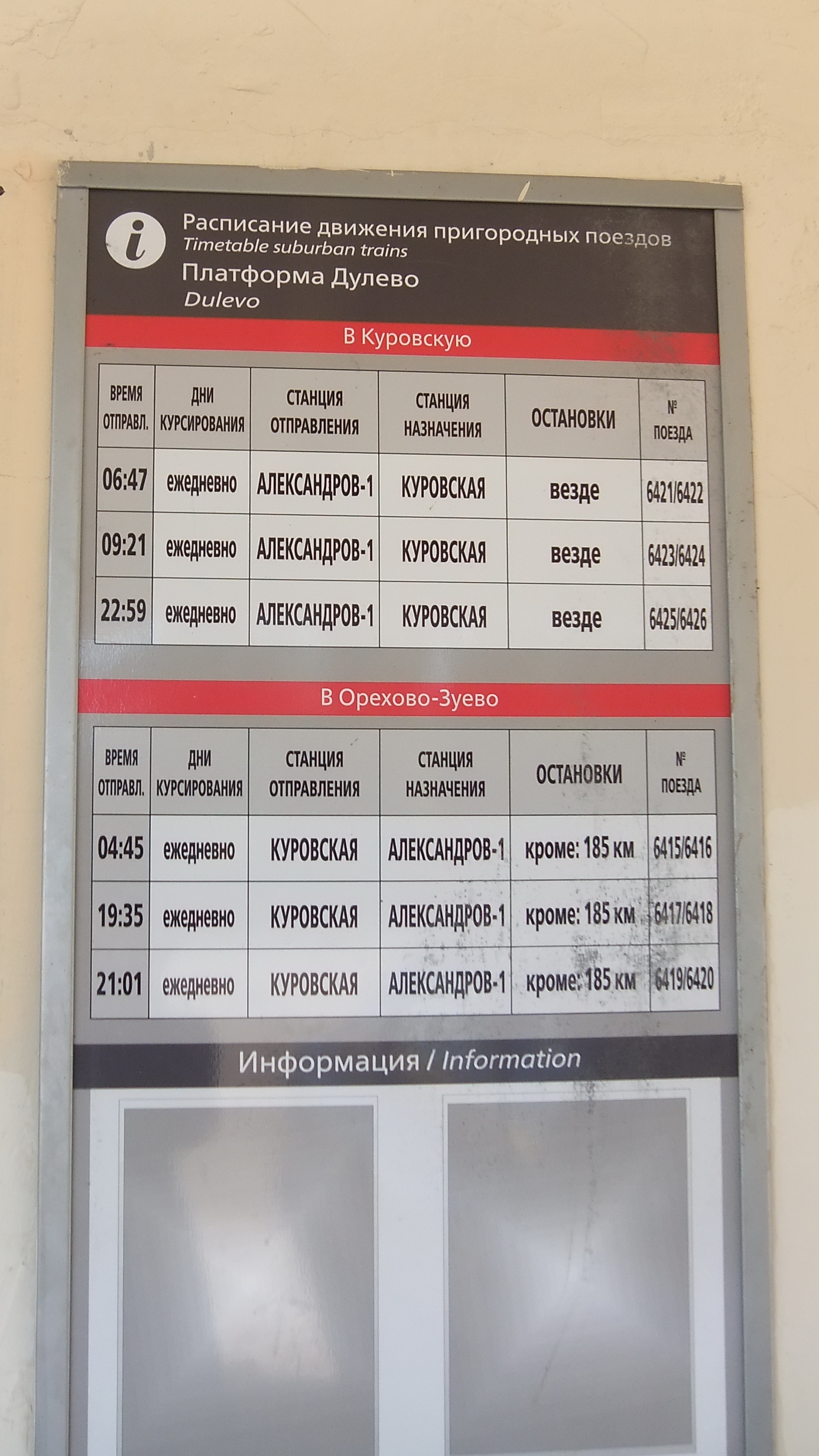
Расписание 2013.
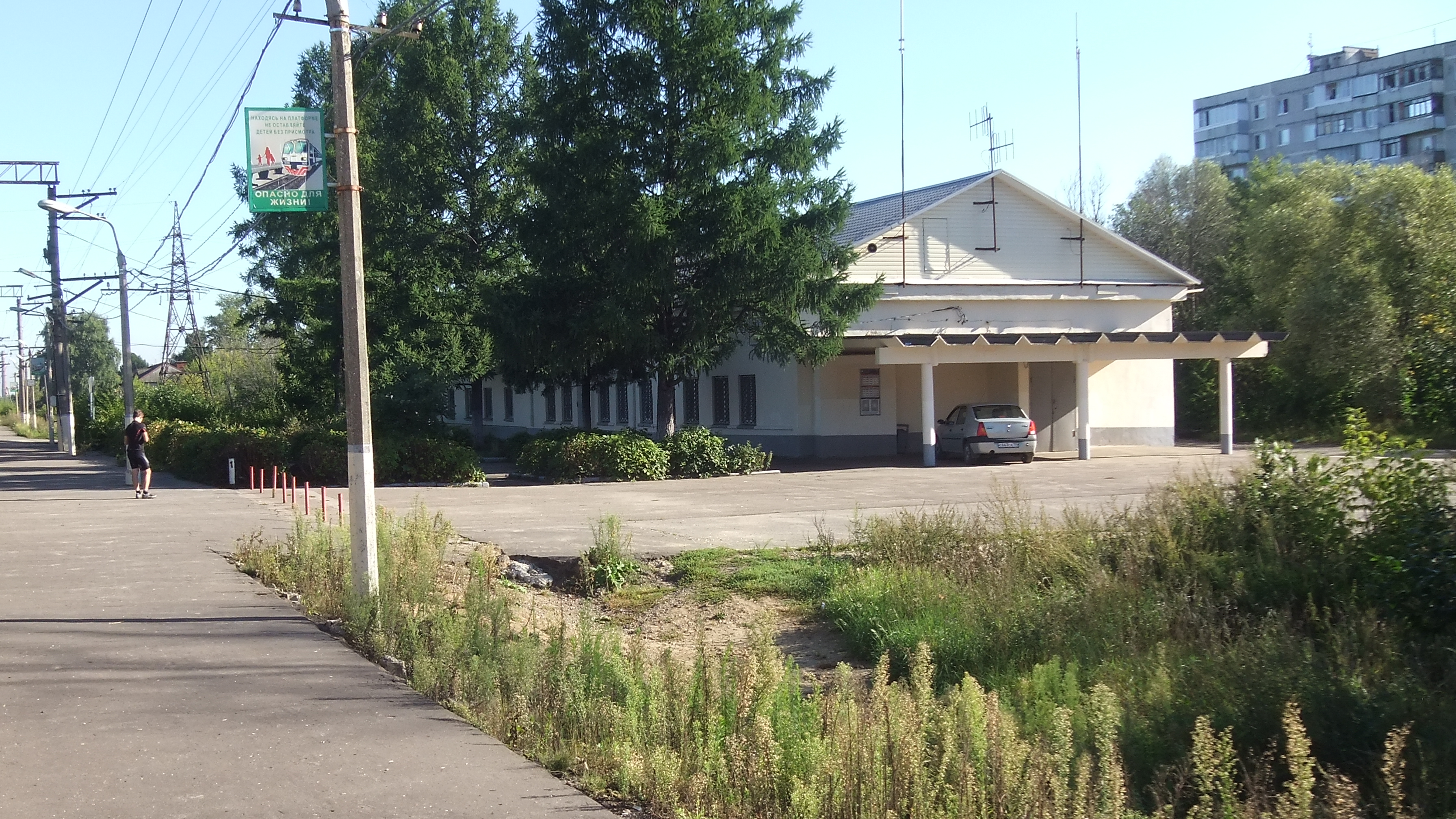
Станционное здание.
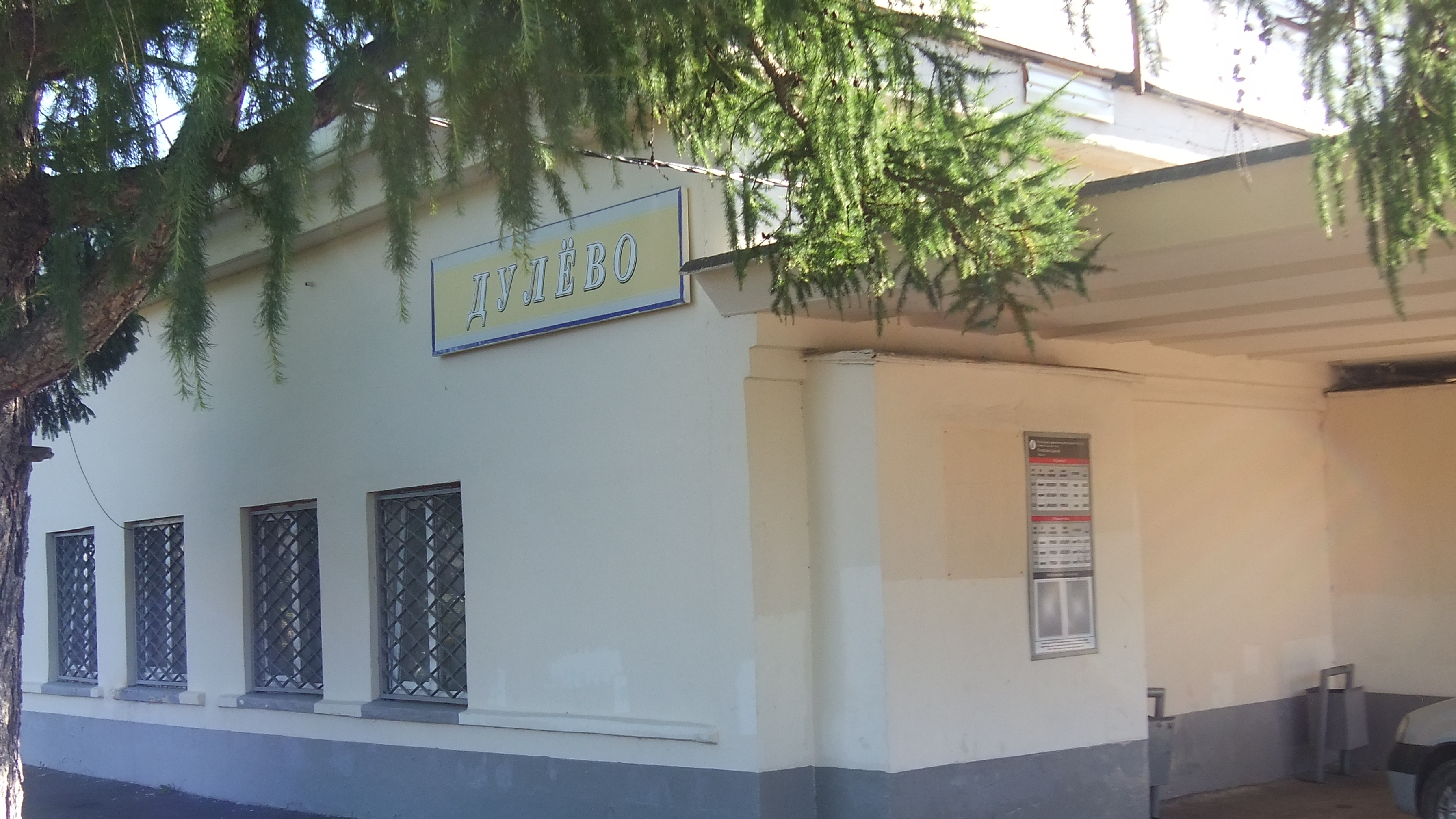
Вывеска и расписание на станционном здании.
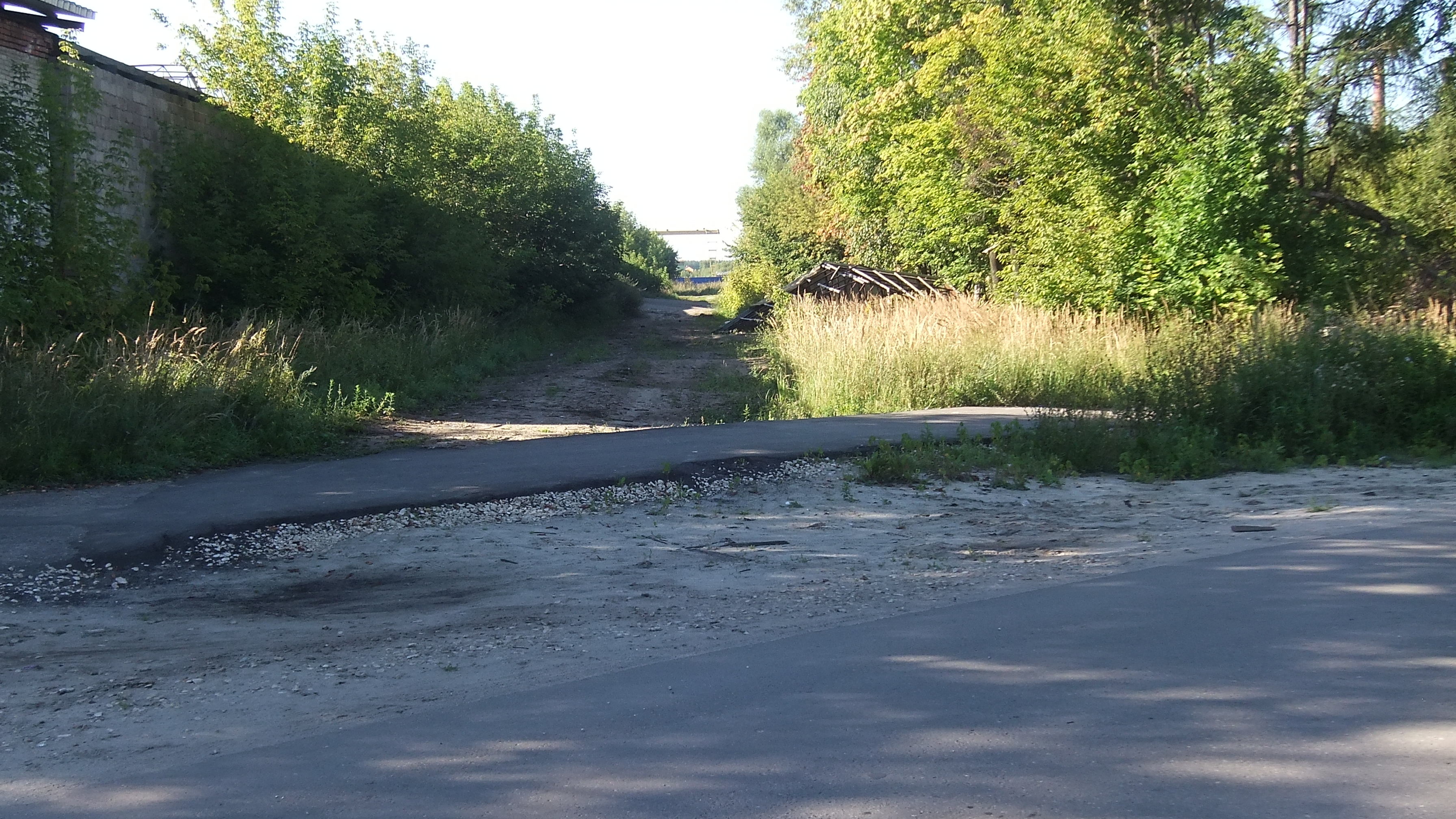
Место на востоке города, где ранее проходил главный ход Большого кольца.